# Ipomoea malvaeoides
Ipomoea malvaeoides är en vindeväxtart som beskrevs av Carl Daniel Friedrich Meisner. Ipomoea malvaeoides ingår i släktet praktvindor, och familjen vindeväxter. Utöver nominatformen finns också underarten I. m. argentea.